# Skite
Een skite (σκήτη meervoud σκήτες: skites) is in de christelijke Oosters-orthodoxe kerk een leef- en werkgemeenschap of een soort kloosterdorp van orthodoxe monniken die onder de hiërarchie van een bepaald klooster valt. In vroegere tijden waren de skites verschillend georganiseerd. Er waren cenobitische skites en Idioritmische skites.
De term is afgeleid van de vallei  Shee-Hyt in Egypte, wat in het Grieks de Scetische woestijn betekent en is daarna vervangen door de Arabische naam Wadi Natroen. De term skites wordt nu voornamelijk gebruikt in verband met de berg Oros Athos een monastieke staat in Noord- Griekenland waarvan het monastieke leven is georganiseerd in 20 grote kloosters en talrijke skites die daarvan afhankelijk zijn.
De term skite wordt ook gebruikt voor monastieke hermitages. Deze waren vooral wijdverbreid in Rusland en werden gesticht als uitlopers van bestaande Russisch-orthodoxe kloosters.
Een voorbeeld van een skite in Nederland is het Klooster van de Heilige Profeet Elias